# 安田養次郎
安田 養次郎（やすだ ようじろう、1930年（昭和5年）10月16日 - 2022年（令和4年）2月15日）は、日本の政治家。東京都三鷹市長（3期）。名誉三鷹市民。

## 来歴
宮城県仙台市出身。東北大学教育学部卒。三鷹市役所に入り、建設部、企画部、総務部の各部長を経て、収入役、助役を務める。1991年の三鷹市長選挙に立候補して当選、3期務める。2003年に市長を引退。自身の後継者に東京工科大学教授の清原慶子を指名した。2022年2月15日死去、91歳。